# 앤 레키
앤 레키(영어: Ann Leckie, 1966년 ~ )는 미국의 SF 소설가이다. 데뷔작인 《사소한 정의》(2013)를 비롯해 《사소한 칼》(2014), 《사소한 자비》(2015)로 이어지는 '라드츠 삼부작'으로 평단과 독자의 큰 호평과 지지를 얻으며, 휴고상, 네뷸러상, 로커스상 등 여러 상을 휩쓸었다.